# Eulimnichus californicus
Eulimnichus californicus är en skalbaggsart som först beskrevs av Leconte 1879.  Eulimnichus californicus ingår i släktet Eulimnichus och familjen lerstrandbaggar. Inga underarter finns listade i Catalogue of Life.